# Igreja de Nossa Senhora da Mãe de Deus

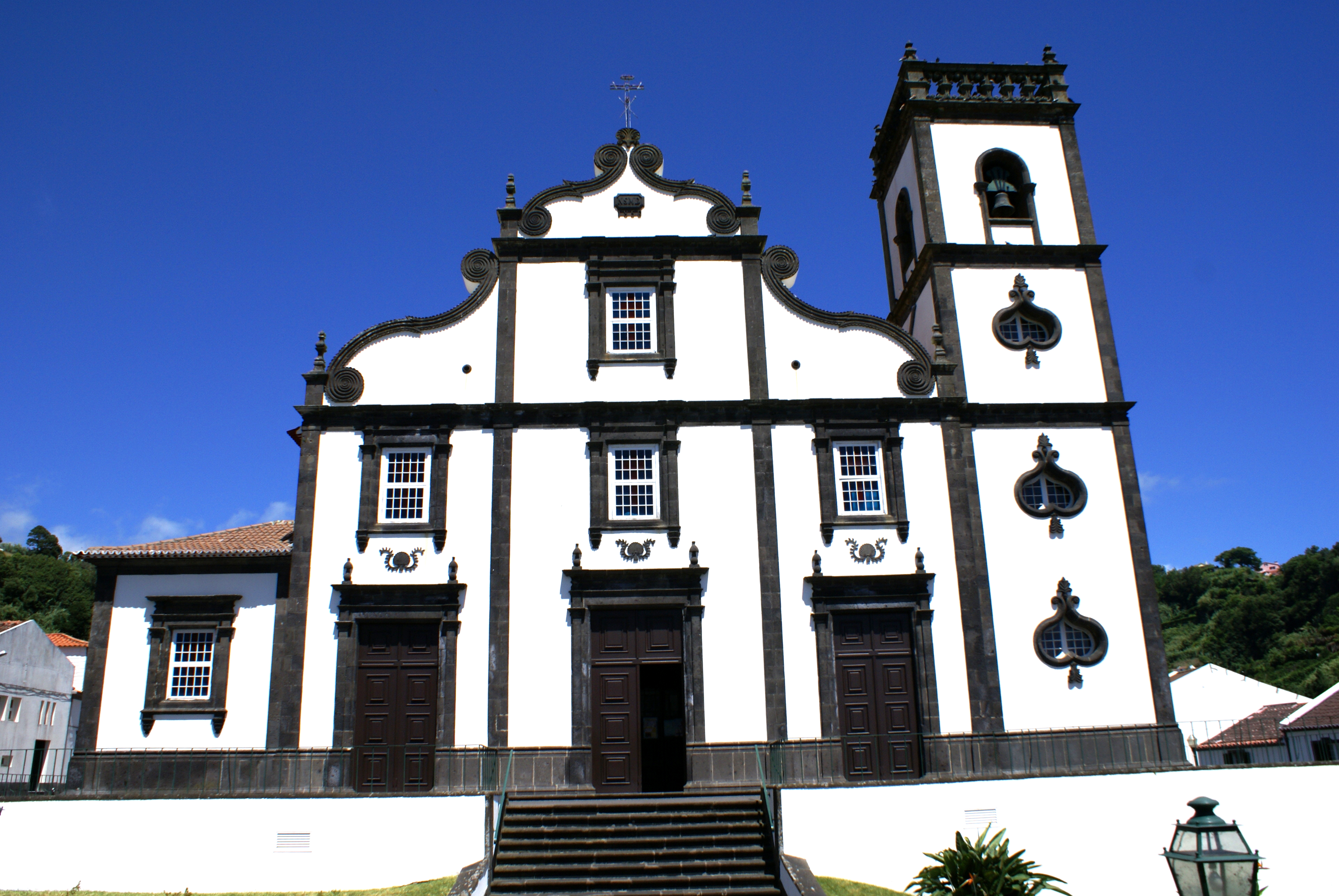
Igreja de Nossa Senhora Mãe de Deus, fachada.

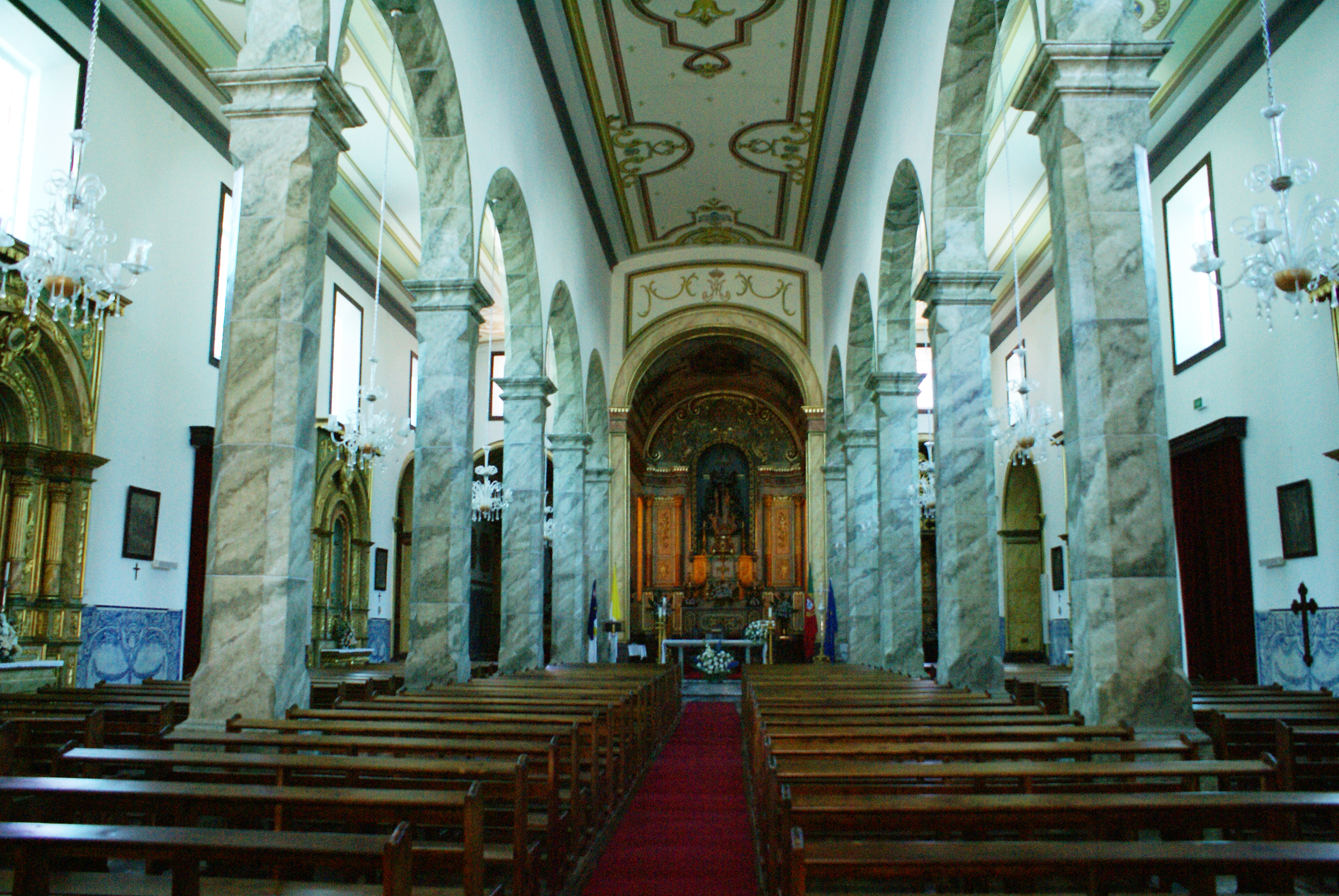
Igreja de Nossa Senhora Mãe de Deus, nave central.

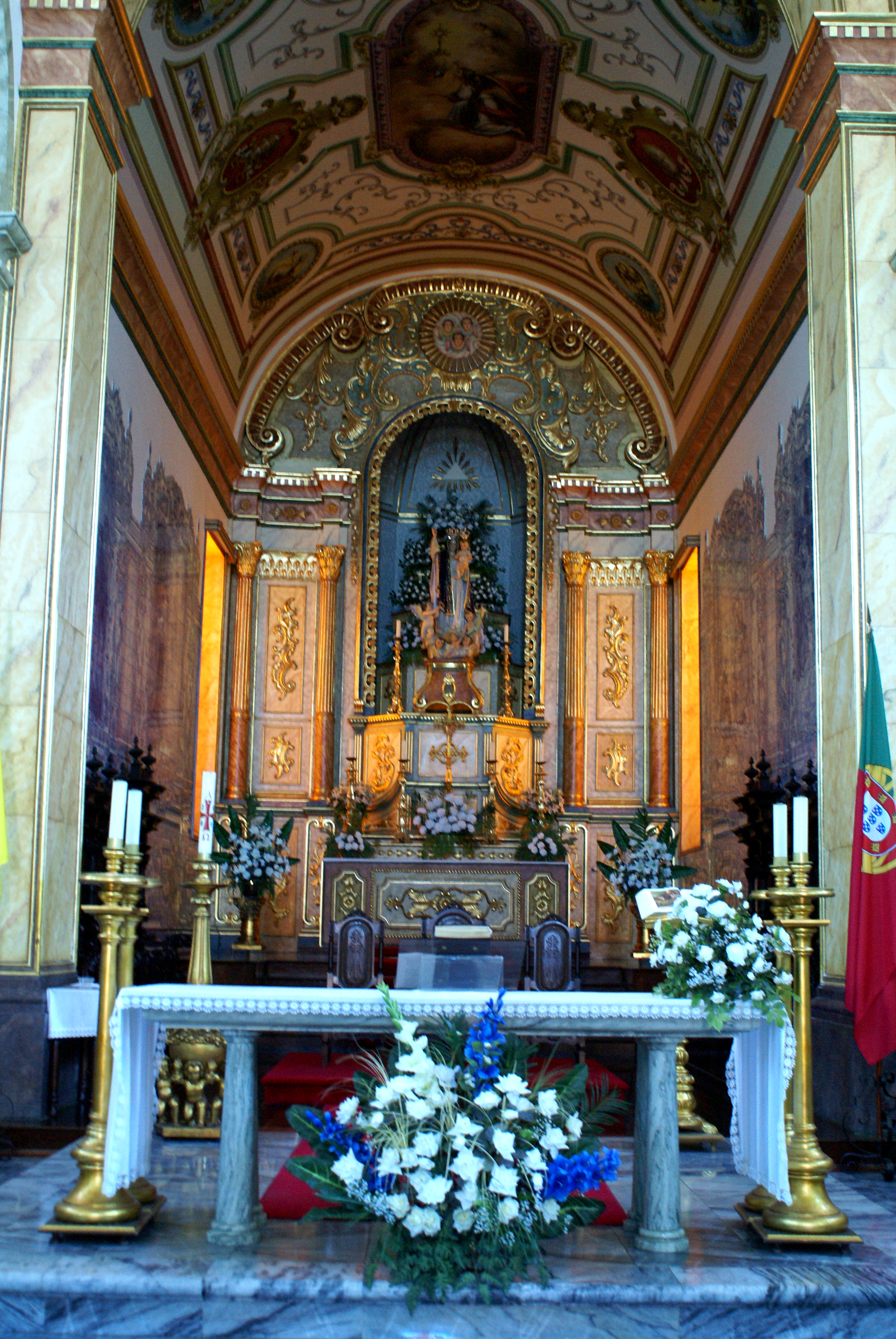
Igreja de Nossa Senhora Mãe de Deus, altar mor.

A Igreja Matriz de Nossa Senhora Mãe de Deus localiza-se na Povoação, no concelho de Vila da Povoação, Ilha de São Miguel, Açores.
Começou a ser construída em 24 de Julho de 1848, por iniciativa da junta de paróquia e do pároco respectivo, padre Julião Francisco Tavares que, como os habitantes da localidade, desejavam um templo mais amplo do que a Igreja do Rosário, à beira-mar.
Escolhido o terreno em local central da Vila da Povoação, a referida junta logo resolveu aplicar nessa obra diversos capitais mutuados de que dispunha. A compra do terreno teve vários embaraços, a avaliação da obra demorou, e só naquela data esta se iniciou.
Em 1856 a igreja era aberta ao público, prosseguindo no entanto as obras das várias dependências. A torre só seria construída muito mais tarde, já no século XX.
A bênção foi então feita pelo prior de Vila Franca, por delegação do bispo D. Fr. Estevão de Jesus Maria.
Com o andar dos tempos e com os sismos que abalaram a Vila da Povoação, a Igreja de Nossa Senhora Mãe de Deus foi-se arruinando. Pedido ao Estado um subsídio para a sua reparação, este veio em Fevereiro de 1946.
No ano seguinte, a obra foi comparticipada pelo Estado e pela Junta Geral e as obras que estão foram levadas a efeito atingiram toda a igreja ficando esta valorizada com novos retábulos e imagens, pinturas dos tectos e dois lindos painéis de azulejos, da autoria de Domingos Rebelo.